# Gopech
Gopech (en macédonien Гопеш) est un village du sud-est de la Macédoine du Nord, situé dans la municipalité de Bitola. Le village ne comptait aucun habitant en 2002. 